# Grand Gedeh

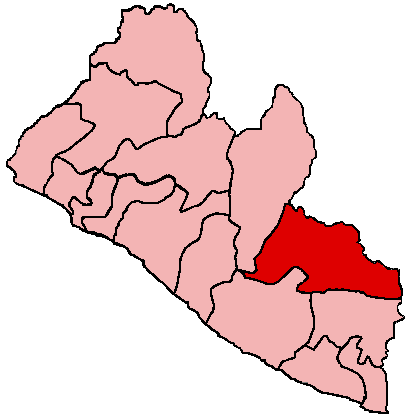
Położenie okręgu Grand Gedeh na mapie Liberii

Flaga okręgu Grand Gedeh

Grand Gadeh – jeden z piętnastu okręgów Liberii, stolicą jest Zwedru. 
Grand Gedeh dzieli się na trzy dystrykty.